# すごろクエストシリーズ
すごろクエストシリーズ はテクノスジャパンより発売されたダイスによって繰り広げられるテーブルゲームの趣を持つシリーズ作品を指す。

## 概要

### 作品一覧
- すごろクエスト ダイスの戦士たち（-せんし-）：ファミリーコンピュータ・ソフト
- すごろクエスト++ -ダイスニクス-（Sugoro Quest++ -DICENICS-|-プラスプラス-）：スーパーファミコン・ソフト

## シリーズ作品の特徴
王国があり、村人がおり、冒険者がおり、モンスターがいる。特にサイランド王国は　他国からも信頼される多くの冒険者が集まる王国でその力は頼りにされており、主人公たちもこのサイランドに身を寄せた旅人たちである。いわゆるファンタジーRPG作品に出てきそうなキャラクターたちがこのサイランドを拠点としてダイスを振るって冒険する。
またこの世界にはダイスマンというダイスを振る謎の生き物が生息しており、その友好的な性質から戦闘に連れて行く者、ペットにする者などがいる。作中でも詳しい生態は不明とされていて何種類かいる。ダイスマンは黄色く丸い雪だるまのような体に手足を生やしたような容姿で、青色や黒色の装備をしているものもあり、二足歩行をする。
マップ上の冒険にあたる部分をすごろくで、戦闘ではダイスを用いるが、単調なHPの削り合いシーンとならないよう、一工夫を凝らしたルールがある。この戦闘シーンでダイスを積み上げる様子はすごろクエストシリーズの特徴の1つともなっている。
モンスターといってもシリアスな雰囲気だけでなく、女の子が熊の帽子を被っている熊ウェアベアなど女の子モンスターも少なくなく、可愛くコミカルな雰囲気である。
冒険者たちは、冒険者たちの集まるサイランド城を拠点として冒険を行う。すごろくなので、冒険で死んでもサイランド城で復活する。能力値や、攻撃魔法の属性といったRPGの戦闘を彩る数値まわりは種類が少なく小さくまとめられている。
- 主な能力値は「ちから」「まほう」の2つ。
- 主な攻撃魔法の属性は「火炎（ファイアー）」「電撃（サンダー）」「硫酸（アシッド）」の3つ。
- 魔法と同じ効果を持ったアイテムもいくつか存在するので魔法の使えないキャラでもある程度対策を備えられる。

## ゲームシステム
FC版と＋＋では異なる。FC版はすごろくで進める1人用RPG。＋＋はテーブルゲームで、4人同時に何をするか宣言しながら行動するすごろく。プレイヤー間で協力、衝突しながらストーリーを進行していく。プレイヤーの足りない分はコンピューターが務めてくれる。

### 成長システム
FC版では、敵を倒した経験値を溜めることでレベルが上がり、レベルを上げるからステータスが強化される。＋＋ではステータスが強くなったり弱くなったり冒険中によく変動するものの、冒険を進めていれば経験値だけは減る事なく入ってくるのでレベルは上がる。だが、レベルが高いからステータスが高いということはなくあくまで冒険を積み重ねた実績の意味合いである。

### 戦闘
サイドビューで左右にキャラクターが分かれ、ダイスを投げて勝負を進めて行く。
FC版ではダイスの出目が大きかった方が一方的に攻撃する性質や、積み上げたダイスが崩れて大一撃が発生する展開がある。詳しくはFC版の戦闘を参考されたい。
＋＋ではFC版とは異なった方法で戦闘が行われる。戦闘に参加していないプレイヤーが画面上部に外野として参戦したり、既定回数内に決着のつかなかった勝負は与えたダメージの総量で勝ち負けが判定されるなどの特徴がある。